# Živi spokojno, strana!
Živi spokojno, strana! (in russo Живи спокойно, страна!?) è il quattordicesimo album in studio della cantante russa Alla Pugačëva, pubblicato nel 2003 dalla Monolit Records.

## Tracce
1. Isčeznet grust' – 3:45 (Vladislav Zabelin)
2. Ljubov' – 4:37 (Alla Pugačëva)
3. Tol'ko ne nazad – 3:36 (Oleg Popkov)
4. Tysjača let – 4:23 (testo: Igor' Nikolaev – musica: Igor' Krutoj)
5. Bud' ili ne bud' (con Maksim Galkin) – 3:39 (Ljubaša)
6. А-аdа – 3:15 (Ljubaša)
7. Rečnoj tramvajčik – 3:23 (testo: Evgenij Murav'ëv – musica: Igor' Krutoj)
8. Ne plač' – 3:56 (Ljubaša)
9. Èto ljubov' (con Maksim Galkin) – 4:01 (Alla Pugačëva)
10. Zona – 3:55 (testo: Alla Pugačëva – musica: Igor' Krutoj)
11. Vse ušli v osen' – 1:59 (Ljubaša)
12. Ja poju – 5:18 (testo: Arkadij Slavorosov – musica: Aleksandr Barykin)
13. Cholodno (con Maksim Galkin) – 3:09 (Oleg Popkov)
14. Golova – 3:55 (Ljubaša)
15. Ne sgorju – 4:15 (testo: Marija Gončarova – musica: Igor' Kornilov)
16. Zachodite, gosti – 3:04 (testo: Jan Gel'man – musica: Aleksandr Vengerov)
17. Vodjanye da lešie – 3:30 (testo: Karina Filippova – musica: Alla Pugačëva)
18. Igra – 4:50 (testo: Tatjana Nazarova – musica: Igor' Krutoj)
19. Živi spokojno, strana! – 2:41 (testo: Larisa Rubal'skaja – musica: Igor' Krutoj)
20. Every Night and Every Day – 3:57 (testo: Jakob Dalin – musica: Alla Pugačëva)